# Laura Airport
Laura Airport är en flygplats i Australien. Den ligger i kommunen Cook och delstaten Queensland, omkring 1 600 kilometer nordväst om delstatshuvudstaden Brisbane.
Trakten runt Laura Airport är nära nog obefolkad, med mindre än två invånare per kvadratkilometer..
Omgivningarna runt Laura Airport är huvudsakligen savann. Genomsnittlig årsnederbörd är 1 224 millimeter. Den regnigaste månaden är januari, med i genomsnitt 331 mm nederbörd, och den torraste är september, med 3 mm nederbörd.